# الجنافي (بعدان)

تعديل مصدري - تعديل

الجنافي هي إحدى قرى عزلة سير بمديرية بعدان التابعة لمحافظة إب، بلغ تعداد سكانها 225 نسمة حسب تعداد اليمن لعام 2004.